# بشلي
'قرية بشلي: تقع قرية بشلي على الضفاف الشرقية الجنوبية لشط الجريد  للبلاد التونسية تابعة لولاية قبلي  تبعد عن مركز الولاية قرابة 12 كلم على الطريق الجهوية رقم 210 الرابطة بين مدينة قبلي ومعتمدية الفوار عبر الشط يقطنها أكثر من الفي نسمة اشتهرت بإنتاج دقلة النور الشهيرة وأنواع أخرى من التمور

## الفلاحة
ـ النخيل: اشتهرت هذه القرية بإنتاج التمور المتنوعة والمعروفة لدى أهالي نفزاوة تعتمد أساسا على إنتاج دقلة النور إضافة إلى أنواع أخرى من التمور والرطب: العماري الفزاني. بسر حلو. الحرة. الهيسة. الفطيمي. بيض حمام. اصباع عروس.الخلط وهو تمر شائح. الدنقة. الفصبي.الكركوبي. غرس سوف. القندة. الفرملة. الحمراء. المالطي. رطب حوض. الحلوة. الحموري. نيب جمل. العليق ـ العرشتي ـ الكنتةـ الخلط
الزيتون: كان بقرية بشلي واحات من اشجار الزيتون بكل من: الحمايد ـ العالوية ـ الجمعية ـ الدواية ـ الشهبة ـ تندليل ـ فرنان وقلب الثور يتم ريها بواسطة عيون طبيعية (رمانية) حيث تكون في شكل حوض دائري في ربوة بها انابيع جارية يجمع ماؤها يوم وليلة ثم يقع الري ضيعة بعد ضيعة بالتناوب ويقع تقسيم الماء بواسطة مقياس يوضع في العين وتكون مرقمة (علامات واضحة بعصا من جريد النخيل متساوية وكل فلاح يقوم بسقي ارضه حسب المساحة وعند الانتهاء من منابه يسلم الماء إلى جاره دون استعمال الساعة.

## الاشجار المثمرة
توجد اشجار مثمرة كالرمان ـ المشماش ـ الخوخ التفاح ـ الإجاص ـ العوينة ـ العنب ـ الخ......

## التراث =
العرس في أيام الاجداد والاباء والعادات والتقاليد عند أهالي بشلي بالتحديد كالاحتفالات في المناسبات كما أن نفزاوة يوجد بكل قرية ولي صالح وللأهالي اعتقادات وحكايات وخرافات (كامي العلوية التي يزورها الأهالي في عيدي الإفطار والاضحى وزيارات خاصة إليها من قبل الأهالي للتبرك ويذبحون ديك ويشوى بالقرب من شجرة من نوع الطرفاء ولا يتجرى أي كان بقطع منها جذع خوفا من أن يصيبه مكروه والشيخ محمد بنعيسى ساكن مكناس بالمغرب والحضرة والعيساوية والزردة والولي الصالح عبد الله بنعقوب وتوجد له زاوية في ولاية الكاف بأرياف تجروين

## العرس التفليدي
كان أهالي بشلي القدامى كانت لهم عادات وتقاليد كانت لها متعتها وجوها بعد جني صابة التمور وبيعها واقتناء ثمنها يذهب أهل العريس إلى السوق الأسبوعية والذي ينتصب بقبلي المدينة وتحديدا يوم الثلاثاء وبقع شراء الأدباش الخاصة بالعريس والعروس ثم يقع شراء مجموعة من اللباس التقليدي (الحولي والملحفة والجبة واللحفة والكبوس) على عدد اقارب العروس (الاعمام والاخوال والعمات والخالات والشقيقات وامها والجد والجدة ان كانا على قيد الحياة وزوجات اشقائها) بالنسبة للكبار جبة ولحفة وكبوس وبالنسبة للنساء الطاعنات في السن ملحفة أو مقرونة (غطاء الرأس وترتديه الا الطاعنة في السن) وبالنسبة للنسوة الصغيرات كل واحدة حولي والبنات والصباية محرمة (غطاء الرأس) اما بالنسبة لكسوة العريس متمثلة في جبة بيضاء وسروال عربي وفرملة وسرية بيضاء كبوس (شاشية)وحذاء والعروس كسوة كاملة مجموعة من الملاحف سفساري (لحاف يكون من الحرير تستعمله المراة أثناء خروجها من منزلها إلى الاجوار أو زيارات لبعض العائلات)ثم يقع شراء الماعز من 05 إلى 10 (كل ما يستطيع)وتبدا الأفراح ثلاثة ليال غناء النسوة (أغاني شعبية) الليلة الثالثة ينتقل الحفل إلى منزل العروس حيث يقع تهريبها إلى منزل ثان منذ الصباح الباكر صحبة مجموعة من الصباية من اترابها وتتكفل العائلة المضيفة بحراسة العروس وحاشيتها ومنذ ذلك اليوم (يطلق عليها لقب السلطانة والعريس يلقب بالسلطان ويصبح كل منهما في مقام رئيس يحكم ويسلط العقوبة على كل مخالف ياتي به الحراس ويكون لكل منهما وزيرا ياخذ القرار وإعطاء اوامر السلطنة)وبعد صلاة العشاء ينطلق الحفل من دار العريس إلى منزل العروس ثم يتحول الجميع إلى المنزل الذي توجد فيه العروس وهناك تقع معركة بين النسوة القادمين إليهم والذين يقومون بحراسة العروس مانعين كل النساء من عدم دخول المنزل وبعد صراع كبير وكلهن يدفعن في بعضهن (كلها في نطاقالمزح وتعتبر كمسرحية يكون لها ابطالها الذين تصدوا للهجوم القوي من طرف أهل والعريس والعروس) ثم ياخذونالعروس ويرجعون بها إلى منزل والدها في جو مليء بالفرحة تتخلله أغاني وزغردة النساءوفي منزل العروس يقع نصب ستائر في شكل حجاب وتجلس السلطانة وحاشيته من ورائه وتبدا الشهرة إلى ساعة متاخرة من الليل.

## الرحي
في اليوم الثالث يقع طحن القمح بواسطة آلة عادية تسمى الرحاء ويقع تدويرها بالايدي وفي منتصف النهار تنتهي النسوة المكلفات بطحن القمح فيقع تصفيته وتركه في مكانه لليوم الموالي ويواخذ جزء من الدقيق ويعجن ويصنع منه اقراص خبز ولما تحضر تترك جانبا إلى المساء ويقع تقسيمها إلى قطع صغيرة وتمزع بالتمر وتوضع في انية مصنوعة من صعفغ النخيل لتحضيرها للكسوة

## الكسوة
يقوم أهل العريس باحضار كسوة العروس والحنة وبعض الحلوة والتمر والخبر وينتقلون إلى منزل العروس نساءورجالا في جو غنائي وزغردة النساء ويسلمون الكسوة إلى أهل العروس بما فيها كسوة الاقارب وهناك يقع تقسيمها من قبل ام العروس وخالاتها وعماتها وفي اليوم الموالي يقع (تكسير القفة).(سنعرف بالقفة وماهي القفة وتكسير الاقفة)

## القفة
تعريفها للقراء: توجد لدى بائع العطورات والحشائش المستخرجة منها أنواع العطورات والحناء واللبان والاثمد الخ... وتوضع كل هذه المواد في قفة (مصنوعة من سعف جريد النخيل)تقدم من طرف أهل العريس إلى أهل العروس وتقدم إليهم مع الكسوة وتكون ام العروس أو من ينوبها هي المسؤولة عليها وفي اليوم الموالي يقع تجميع النسوة الطاعنات في السن ويقمن بطحن ما يجب طحنه لاستخراج العطر الذي يصنع منه (العقــــــــد)وتكون له رائحة طيبة قوية جدا وتشم من بعيد ثم يقع تصنيعه في شكل حبة القمح أو الشعير الا انه يكون أكبر من ذلك الحجمويبقى لفترة في الشمس ثم يصفف في شكل العقد ويزين بقطع من الذهب ويوصع في عنق العروس لتجميلها ويعتبر في ذلك الوقت حلي.(الخلال من الفضة والبدلة والشقاشق والخلخال والشناقل.

## النجمـة
(في المساء يتشمع جل أهالي القرية من الشيوخ والكهول والشباب والاطفال والأغلبية على دراية وعرفة بالذبح والسلخ وتقطيع اللحم هذا الرجال اما النساء فيقمنا باحضار الخضر ومانيات الطبح وتحضير الكسكسي ويقع تنظيف اللحم وتصنيفه ثم وضعه في أواني وفي الليل وبعد صلاة العشاء يتجمع أهل العرس وفي جو مليء بالفرحة يقع طهي الكسكي واللحم وتحضيره إلى يوم الطعم وتتوصل الشهرة إلى طلوع الفجر فالرجال يتحولون إلى مسجد القر ية اما النساء فيقمن باحضار الطعام ثم يستسلمن إلى النوم لاخذ قصط من الراحة وفي فترة الضحى يقوم عدد من الشباب باستدعاء الرجال لتناول وجبة الغداء وهذه عادة معروفة وان الغداء لدى أهل الفرح وبعد الانتهاء من الطعم تتهيء النسوة ويلبسن كل ما هو جديد تحضيرا للذهاب إلى منزل العروس وينطلق الحفل بعد صلاة العصر من منزل العريس إلى منزل العروس مرفوقا بدق الطبول والمزامير وزغردة النساء والأغاني الشعبية وبوصول الحفل إلى منزل العروس يقع إخراجها من الغرفة صحبة مجموعة من الصبايا وتقع (التسديرة)حيث تجلس العروس واثنتين من الصبايا وفي أكثر أحيان تكون شقيقة العريس والثانية شقيقتهاهي بالذات على كراس وتكن متلحفات بلحاف من القماش ويوضع على وجه كل منهن غطاء أبيض حيث يكون وجهها غير ظاهر ولا تفرق بينهن ولكن المعروف وان الوسطى هي العروس ويتواصل هذا الحفل إلى غروب الشمس يتخلله الرمي (يعطي الرامي نقودا إلى أحد افراد الفرقة الشعبية الذي ياخذ من الرماي قطعة نقدية ويذهب وهو يرقصثم يعطي إشارة إلى الفرقة بالسكوت ثم يرفع القطهة النقدية إلى فوق بيده ويقول هذا من عند سيدي فلان.... زغردوه عليه يا للاتي فتقوم النساء بالزغردة وتستمر هذه العملية فالفرقة تكسب النقود والحاضرون يتفرجون ثم ياتي بخصين الأول اسمه محمد والثاني اسمه علي وبيد محمد شاشية ويقع التسييف

## التسييف
ياتي محمد وبيده سيف وكبوس ويضعه فوق رأس العروس فياخذه علي ويضعه على ركبتي العروس ويضرب كل منهما سيف الثاني ويبقى يطوفان على العروس سبعة مراس أول يضع الشاشية على رأس العروش والثاني ياخذه ويضعهعلى ركبتي العروس وبعد الانتهاء من التسييف

## المـرواح
هو تاخذ العروس منزل والديها إلى محلها الزوجية إلى منزلها الجديد. في جو مليء بالفرحة ودق الطبول واصوات المزامير وزغردة النساء تقف العروس ويقف بجانبيها اللاتي جلسن معها أثناء عملية التسديرة وتمسك العروس بطرف السيف ويقع اقتيادها من قبل أحد اشقائها الصغار باتجاهمنزل العريس وتاتي أمها بماء في اناء وترشه من الخلف العروس (اعتقادافي زيارة منزل والديها بعد فترة انتهاء حفل الزواج الذي يدوم أكثر من أسبوع وفي الطريق يقع من حين لاخر الرقص بالأسلحة النارية التقلدية إلى أن يصلوا إلى منزل العريس وأثناء دخولها إلى دارها توضع بيد العروس عضمة دجاج مع قليل منالحناء ويقع مسحها على أعلى باب الدار (عادة من العدات الواجب القيام بها وهي في اعقادهم وان الزوجة ستبقى بمنزلها الجديد كبقاء ماداخل العظمة المزوجة بالحناء تبقى مطبوعه وصعب ازالة الحناء واصفر العظمة من الحائط

## الولي الصالح عبد الله بنعقوب
ان الولي الصالح سيدي عبد الله بنعقوب كما يقول أهالي قرية بشلي توجد قبة وتابوت يزونه نسوة القرية يوم الخميس والجمعة وعند ختان الأطفال الصغار كما كان في كل سنة يقام له حفل كبير يتجمع كل أهالي القرية كبيرا وسغيرا نساء ورجالا وتقام أفراح وهوفي شكل وليمة لكل الأهالي الغداء والعشاء وفي المساء وبعد صلاة العصر يقوم أهالي القرية بالاحتفالات وتبدا بالحضرة (العيساوية) منسوبة إلى الشيخ امحمد بنعيسى ساكن مكناس بالمغرب حيث يضرب فيها بالدف (البندير) وتنشج المجموعة مدائح يبدئونها بالصلاة على النبيء صلى الله عليه وسلم في تاتي عملية تخمير يقوم الشخص بحركات تكاد لا تصدق (ياكل المصامير وهذا طريق النعام ـ الجمل ـ الذئب هذا الطريق كما يسمى في العيساوية يبحث الشخص عن الاحذية ويقوم باكلها في اعتقاده يتحول إلى حيوان ويقوم بنما يفهله الذئب ـ السياف: يضرب نفسه بالسيف لكن لما يضرب يده أو أحد اعضائه لم يصاب الشخص في تلك الفترة بأي اذى بالمرة يبقى الشخص العادي في حيرة من هذه التصرفات وهناك من يدخل في المجموعة ويتلم بكلام غير معروف وحسب ما يقوله المقدم وهو المسواول الأول عن الحضرة وان ذاك الشخص يتكلم لغة الاتراك الآن المتفرج يبقى في تساءل ويبقى في حيرة بين الحقيقة والخيال حيث لما يشاهد شخص من المجموعة يستخرج (الجاوي) من الحائط أو من الأرض ويقال وان لدية جن (ج/ جنة) كما جاء في القران الكريم (يا معشر الانس والجن) وتبقى هذه الاحتفالات متواصلة في شكل سهرة بعدها وفي بعض المرات قبلها يجلس الجميع على الارص في شكل دوائر كل أربعة أشخاص على حدة ى ويوزوع الاكل عليهم المتمثل في (الكسكسي / اكلة مشهورة لدى أهالي الجنوب بصفة عامة).
هذا ونذكر وان الشيخ والولي الصالح عبد الله بنعقوب لا يحلف به أي كان على كذب خوفا من أن يحصل له مكروه وإذا اضيب أحدهم بمكروه كمرض أو سقط من فوق ظهر جمل أو من أعلى شجرة نخيل يقول الأهالي حرفيا (دقه سيدي عبد الله بنعقوب)والحمد لله ربي العالمين هذا الاعتقاد اندثر وذهب مع الاجداد
```
الاحتفالات بعاشوراء
```

ان الأهالي يحتفلون بعاشراء بداية من بداية النصف الثاني من شهر ذي الحجة وهذه الاحتفالات متساوية في جل قرى منطقة نفزاوة وشبيهة بالاحتفالات التي تقام في كربلاء بالعراق وتسمى هذه الاحتفالات بالنبينة نسبة إلى كلمة النبيء لان في بعض الأغاني التي تردد تبدا (شياعناك يا نبينا)وانقرضت نهائيا حيث بحكم كثرة المشاغل والتفتح الفكري أصبح الأهالي في الوقت الحاضر لا يعتنون بها ويحتفلون كسائر مدن وقرى نفزاوة بيوم عاشوراء وأصبحت القصائد والأغاني التي كانت تلقى بهذه المناسبة تكاد تكون قد اندثرت حيث ما زال القليل القليل من النسوة والطاعنات في السن التي يحفظن البعض منها
```
الاحتفالات بعيد الإفطار
```

كان في القديم وفي القرن الماضي تكون الاحتفالات بعيد الفطر منذ ليلة 27 والمقصود بها ليلقة القدر حيث يجتمع رجال القرية في تلك الليلة بالمسجد بعد شق الفطر ويقوم امام الخمس بقراءة السيرة النبوية والغزوات التي خاضها المسلمون الأوائل ثم يقع توزيع بعض المشروبات كاشاي الأخضر لان المشروبات الغازية تعتبر حديثة ويذهب ارباب العائلات إلى السوق وشراء الملابس للاطفال والنساء تحضيرا للاحتفال بعيد الفطر وفي يوم العيد ومنذ الصباح الباكر يتجمع رجال القرية بما فيهم الشباب والاطفال الصغار بجامع القرية ويحضر الامام في ساعة محددة يقع الاعلام عليها في الأسبوع الأخير من شهر الصيام وبالتحديد الجمعة الأخيرة لشهر رمضان وتقام صلاة العيد ثم يصعد الامام إلى المنبر ويلقي خطبة العيد ثم بعدها ينزل الامام من المنبر ويتوجه مباشرة إلى أول الصف الأول على اليمين ويقوم بمصافحة المصلين واحد بعد الواحد ويتبعه المصلين بانتظام وبعد المعايدة يتوجه الأغلبية بمعية الامام إلى الولي الصالح سيدي عبد الله بنعقوب كما يرددها الأهالي ثم الولي الصالح الشيخ امحمد بنعيسى ويرددون في قصيدة البردة وفي ضريح الولي الصالح عبد الله بنعقوب يقوم المشرف على الزاوية بتقديم الخبز العربي (كسرة) وزيت الزيتون فياكل الجميع ولو جزء صغير ثم يتوجهون بعدها إلى زاوية الشيخ محمد بنعيسى ومنها يتفرق الجميع فهناك أشخاص يكتفون بالمعايدة على الاقارب وصلة الرحم والبعض الآخر يبدؤها منزل منزل إلى أن يصافح جل سكان القرية هذا بالنسبة للرجال اما بالنسبة للنساء فيقمن منذ الصباح الباكر ويقمنا باحضار الفول المطبوخ بالملح ويقدم إلى العائلة ممزوج بالكمون الأخضر وفي المساء يتوجهن كلهن إلى مكان يسمى بالعلوية ويقمن بزيارة شجرتين كبيرتين من نوع الطرفة بأعلى هضبة بواحة العلوية وحسب المعتقد أن امي العلوية كما يرددعها الأهالي تعتبر هي الأخرى ولية صالحجة يقمن بزيارتها مرتين في العام وهي مناسبة عيد الفطر وعيد الاضحى